# 三和エステート
三和エステート株式会社（さんわえすてーと）は、福岡県福岡市博多区に本社を置く不動産会社。賃貸管理事業、資産コンサルティング事業、賃貸仲介事業、投資アパート事業その他の関連事業を総合的に行っている。
2020年度の厚生労働省委託事業「テレワーク宣言企業」に選ばれた。

## 沿革[2]
- 1993年（平成5年）- 有限会社サンシャイン石井にて不動産事業参入
- 1995年（平成7年）- 三和エステート株式会社へ商号変更を行い、総合不動産サービス業として不動産競売事業・売買仲介事業・賃貸管理事業を開始
- 1999年（平成11年）- マンション事業開始

　- 実需マンション『アルフィーネ波多江ベネフィス：59戸』企画販売
- 2001年（平成13年）- 投資賃貸アパート事業開始

　- 投資アパート『コンフォートベネフィス大橋：9戸』企画販売1棟目
　- 賃貸仲介事業開始　
　- 賃貸ショップ『ブレインズ大橋店』『ブレインズ天神店』OPEN
- 2002年（平成14年）- 投資賃貸マンション『ピュアドームスタジオーネ平尾：41戸』企画販売
- 2003年（平成15年）- 資産形成（投資住宅の企画販売）から資産運用（賃貸仲介・賃貸管理）まで循環するワンストップモデル構築

　- 入居者専用『24時間対応コールセンター』設置
　- 実需マンション『アソシア井尻アヴァンセ：27戸』企画販売
　- 投資賃貸マンション『ベネフィス白金：17戸』企画販売
　- 投資賃貸マンション『ベネフィス赤坂：32戸』企画販売 
- 2004年（平成16年）- 賃貸ショップ『ブレインズ博多店』『ブレインズ西新店』OPEN

　- 投資賃貸マンション『ベネフィス平尾グランスゥィート：47戸』企画販売
　- 投資賃貸マンション『アイセレブ高砂ベネフィス：41戸』企画販売
- 2005年（平成17年）- 賃貸管理受託総戸数：1,500戸超

　- 投資賃貸アパート『コンフォートベネフィス』床下収納を特許庁実用新案登録
　- 実需マンション『アソシアタワー大濠ベネフィス：37戸』企画販売
　- 実需マンション『アソシア鳥飼ベネフィス：24戸』企画販売
　- 新築戸建分譲『アリビオ古賀市千鳥：4棟』企画販売
- 2006年（平成18年）- 投資賃貸アパート『コンフォートベネフィス』累計販売数：107棟725戸

　- 投資賃貸マンション『ベネフィス博多グランスゥィート：67戸』企画販売
　- 投資賃貸マンション『ベネフィス薬院南：34戸』企画販売
　- 新築戸建分譲『アリビオ福津市花見が丘：5棟』企画販売
- 2007年（平成19年）- 三和グループ各社を一拠点集約（本社を中央区平尾から博多区博多駅南へ移転）

　- 投資賃貸マンション『ベネフィス香椎ヴェルベーナ：39戸』企画販売
　- 投資賃貸マンション『ベネフィス博多東グランスゥィート：65戸』企画販売
　- 投資賃貸マンション『ベネフィス千早グランスゥィート：47戸』企画販売
　- 新築戸建分譲『アリビオ福津市花見が浜：2棟』企画販売
　- 新築戸建分譲『アリビオ東油山：4棟』企画販売
　- 新築戸建分譲『アリビオ春日：7棟』企画販売
- 2008年（平成20年）- 賃貸管理受託総戸数：3,800戸超

　- 投資賃貸マンション『ベネフィス博多南グランスゥィート：78戸』企画販売
- 2009年（平成21年）- 賃貸管理受託総戸数：5,200戸超

- 2010年（平成22年）- 投資賃貸アパート新企画『CBシリーズ』へ商品・名称の改定

　-投資賃貸アパート『CB：SORA』企画販売開始
- 2011年（平成23年）- 資賃貸アパート累計販売数：221棟1,523戸

　- 投資賃貸アパート『CB：ZIO+R』企画販売開始
- 2012年（平成24年）- 産コンサルティング事業開始

　- 賃貸管理受託総戸数：7,100戸超
- 2013年（平成25年）- 投資賃貸アパート『コンフォートベネフィス』累計販売数：304棟2,083戸

- 2015年（平成27年）- 純粋持株会社『三和ホールディングス株式会社』を設立し、三和エステート㈱・

三和アセットパートナーズ㈱・アイリンクス㈱・マキハウス㈱の各事業会社は100％子会社となり、石井清悟がグループ会社すべての代表取締役に就任
　- 賃貸管理受託総戸数：9,700戸超
　- 投資戸建賃貸『CB：HAUS』企画販売開始
- 2016年（平成28年）- 投資賃貸アパート累計販売数：413棟2,867戸
- 2017年（平成29年）- 投資賃貸アパート『CB：ZIO storage』企画販売開始

- 2019年（平成31年-令和元年）- 三和アセットパートナーズ㈱を合併し不動産再生事業・相続サポート事業開始

　- 士業（税理士・弁護士・司法書士・不動産鑑定士など）はじめ相続関連事業者40社と『資産サポーター』として業務提携締結
　- 投資賃貸アパート累計販売数：509棟3,539戸
- 2020年（令和2年）- 事業開始25周年

　- 賃貸管理オーナー向け商品『リノリース（リノベーション✖満室保証）』開始
- 2021年（令和3年）- 賃貸ショップ『ブレインズ（天神・博多・大橋）』を本社へ一拠点集約

　-賃貸管理オーナーとのコミュニケーションツール“ウェルスパークシステム”を導入し、賃貸経営の可視化と効率化を高める

## 主な事業[3]
- 賃貸管理事業
- 売買仲介事業
- 不動産再生事業
- 賃貸仲介事業
- 相続サポート事業
- 投資アパート事業
- 少額短期保険代理店業務
- 損害保険代理店業務

## 事業所
- 本社 - 福岡市博多区博多駅南1-6-9 三和ビル3F
- 東京オフィス - 東京都港区虎ノ門1-21-10 グランスイート虎ノ門 2004号室
- 賃貸ショップ ブレインズ - 福岡市博多区博多駅南1-6-9 三和ビル2F

## 主な施工物件と実績

### 実績
福岡県を中心に、熊本県、佐賀県及び首都圏にアパートを建築しており、平均入居率は90％超を誇っている。

### 施工物件
- ZIO[5]
- ZIO Storage[6]
- SORA[7]
- HAUS[8]
- BRANCH

## スポンサー活動
女子サッカークラブ「福岡Ｊ・アンクラス」
水族館「すみだ水族館」

## グループ会社
- 三和ホールディングス（株）
- アイリンクス（株）
- ＭＡＫＩＨＡＵＳ（株）
- 伊都安蔵里
- ハピネス保育園